# Януш Брих
Януш Брих (пол. Janusz Brych; 21 січня 1929, Гродзець, Бендзінський повіт — 15 січня 2011, Варшава) — польський політик часів ПНР, перший секретар Щецинського воєводського комітету ПОРП у 1971—1980 роках. Зайняв позицію діалогу зі страйкарями у серпні 1980 року, підписав Щецинську угоду з Міжзаводським страйковим комітетом. Намагався проводити компромісний курс щодо Солідарності. Згодом функціонер апарату ЦК ПОРП, МЗС і Держради ПНР.

## Партійний технократ
Народився в сім'ї бригадира вугільної шахти з села Гродзець (нині — район Бендзина). Його батько Стефан Брих при нацистській окупації перебував у підпільній Організації Білого орла, після арешту гестапо страчено у Маутгаузені. З чотирнадцятирічного віку Януш Брих працював слюсарем на шахті. Після школи вступив до Вроцлавської політехніки, закінчив авіаційний факультет. У 1952—1962 роках обіймав керівні посади на авіазаводі у Мелеці.
З 1945 року Брих перебував у СПМ (польський комсомол), з 1952 року — в урядущій компартії ПОРП. У 1962 році переведено з господарського апарату до партійного. До 1968 року був секретарем з економіки Жешувського воєводського комітету ПОРП. У 1969—1971 роках — заступник міністра машинобудування ПНР. У вересні 1971 року призначено першим секретарем Щецинського воєводського комітету ПОРП (змінив на цій посаді Еугеніуша Олубека). Кооптовано у ЦК ПОРП. З 1972 до 1985 рік — депутат сейму ПНР.
Керівництво Щецінським комітетом Брих прийняв після подій зими 1970/1971 — масового робітничого протесту та збройного придушення. Його недавнього попередника Антонія Валашека фактично повалили, будівлю воєводського комітету ПОРП спалено. Нове партійно-державне керівництво на чолі з Едвардом Гереком вимагало від регіональних секретарів стабілізувати ситуацію без застосування насильства — соціальним маневруванням, імітацією діалогу, пропагандою позитиву тощо. У цьому сенсі партійний технократ Януш Брих був типовим. Водночас за оцінкою Казімежа Барциковського, Брих був «сильною людиною» Щецина, який «залізною рукою контролював ситуацію, спираючись на адміністрацію, міліцію та держбезпеку».

## У Щецині 1980 року

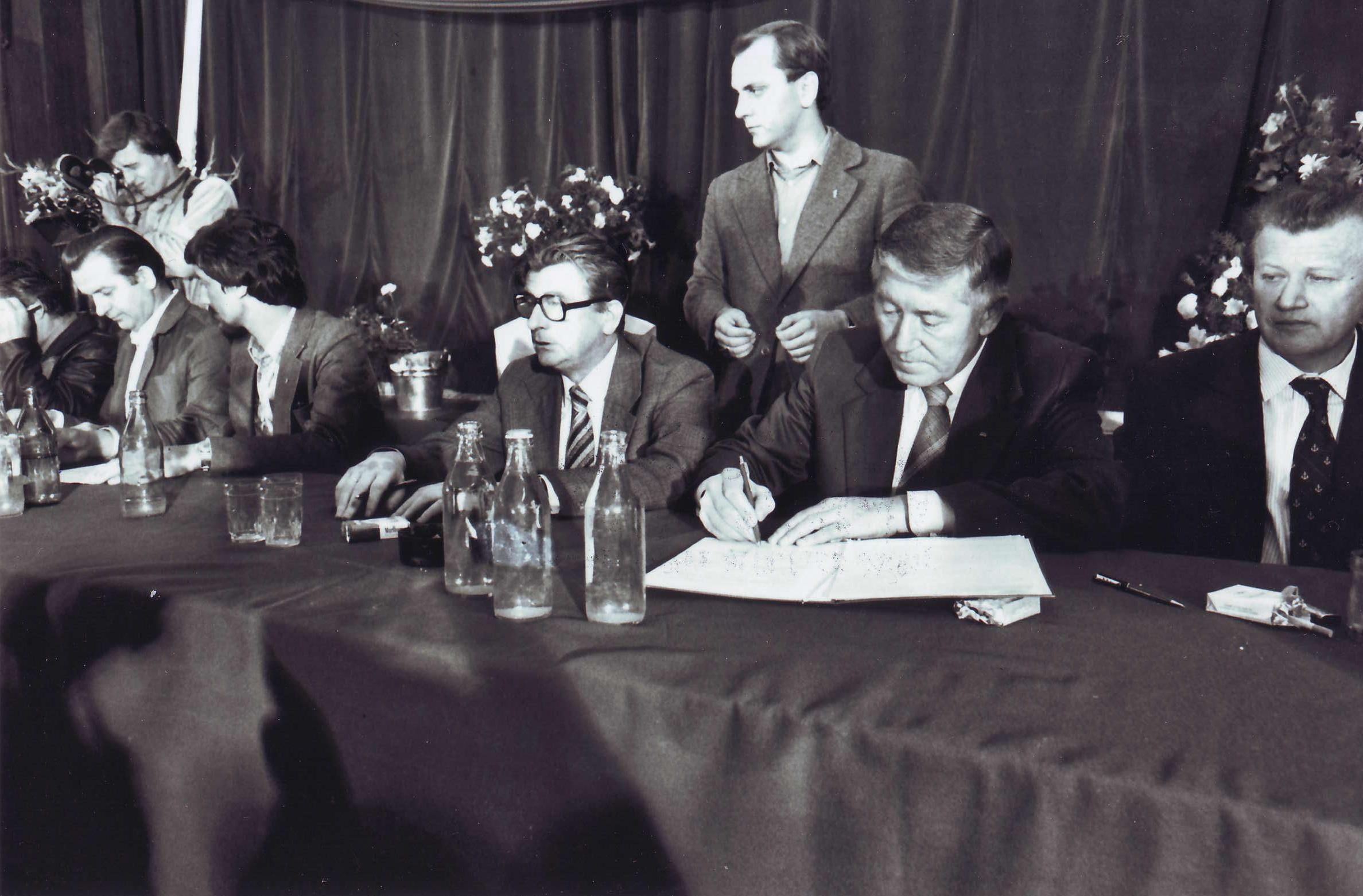
Януш Брих підписує Щецинську угоду, 30 серпня 1980 року.

У серпні 1980 року у Польщі почався потужний страйковий рух. Один з центрів утворився у Щецині. На Щецинській корабельні ім. Варського базувався Міжзаводський страйковий комітет (MKS) під головуванням переконаного антикомуніста Мар'яна Юрчика.
Януш Брих, який не хотів повторити досвід Валашека, був категоричним противником силового придушення. 18 серпня він приїхав на судноремонтний завод Parnica та вступив у діалог зі страйкарями. Наступного дня Брих зустрівся на Щецинській корабельні з членами MKS. Перший секретар явно намагався тягнути час: довго обговорював, у якому приміщенні проводити переговори, всіляко перекладав на процедурну тематику (порядок складання та подання вимог тощо) — тоді як робітники говорили про підтримку 21 вимоги Гданського MKS, громадянські та політичні свободи, свободу польської католицької церкви, скасування цензури, оприлюднення правди про Катинський розстріл. Але налаштованість Бриха на діалог, а не на придушення була очевидна. У телефонній розмові з прем'єр-міністром Юзефом Піньковським він дав зрозуміти, що не бачить силового рішення («це неможливо без великої бійки, як 1970-го»).
Для переговорів до Щецина прибула урядова делегація на чолі з віцепрем'єром Казімежем Барциковським. До її складу включено і Януша Брихо. 30 серпня 1980 року укладено Щецинську угоду між урядом і MKS. Серед тих, хто підписав з урядової сторони, був і перший секретар Брих.
Результатом серпневих угод, зокрема Щецинської, стало створення незалежної профспілки «Солідарність». Щецинський профцентр «Солідарності» на чолі з Юрчиком був одним із найактивніших і найрадикальніших. Щецинський воєводський комітет ПОРП під керівництвом Бриха проводив помірний курс — така проміжна позиція між співпрацею Тадеуша Фішбаха (Гданський воєводський комітет ПОРП) і конфронтаційністю Анджея Жабинського (Катовицький воєводський комітет ПОРП). При цьому в політиці Бриха більше подібностей було до Фішбаха, ніж до Жабинського.
Вже восени 1980 року у Політбюро ЦК ПОРП почала посилюватися лінія «партійного бетону» — на конфронтацію та придушення «Солідарності». Такі діячі, як-от Анджей Жабинський, Мирослав Мілевський, Стефан Ольшовський, Тадеуш Грабський, не приймали двоїстої позиції Януша Бриха, який поділяв «робочу та реакційну тенденції» незалежної профспілки. 7 листопада 1980 року Бриха знято з посади першого секретаря у Щецині (замінено прихильником «жорсткої лінії» Казімєжем Циприняком; з травня 1981 року воєводським першим секретарем став Станіслав Міскевич).

## У ЦК, Москві та відставці
Януша Бриха перевели до Варшави на посаду завідувача соціально-профспілкового відділу ЦК ПОРП. Обіймав цю посаду до жовтня 1981 року. Був секретарем консультативного комітету у справах профспілок при Держраді. Під час воєнного стану і до 1986 року перебував у Москві, був у штаті посольства ПНР у СРСР. Повернувшись до Польщі, з 1986 до 1989 рік працював старшим інспектором (інструктором) ЦК, головним спеціалістом Держради з питань самоврядування.
У процесі зміни суспільно-політичного устрою Польщі 1989—1991 роках помітної участі не брав. З 1990 року перебував на пенсії. Помер незадовго до свого 82-річчя. Похований на цвинтарі Військові Повонзки.
Брих був одружений, мав сина та дочку. До золотого весілля у 2002 році президент Александр Квасневський нагородив Януша та Марію Брихів медаллю «За багаторічне подружнє життя».